# Ktyrimisca stackelbergi
Ktyrimisca stackelbergi är en tvåvingeart som beskrevs av Pavel Lehr 1967. Ktyrimisca stackelbergi ingår i släktet Ktyrimisca och familjen rovflugor. Inga underarter finns listade i Catalogue of Life.